# Johann Christian Schuchardt

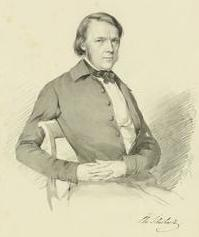
Samuel Friedrich Diez: Johann Christian Schuchardt

Johann Christian Schuchardt (* 5. Mai 1799 in Buttstädt; † 10. August 1870 in Weimar) war ein deutscher Jurist, Zeichner, Kunsthistoriker, Kunstschriftsteller und Goethes letzter Sekretär.

## Leben und Wirken
Johann Christian Schuchardt war der jüngste Sohn des Buttstädter Schneiders Johann Abraham Schuchardt und der Johanna Rosina List. Er besuchte ab 1812 das Weimarer Gymnasium. 1820 bis 1824 studierte er in Jena Jura. Nach dem Studium wurde der Jurist Schuchardt Akzessist bei der Regierung des Großherzogtums Weimar. Gleichzeitig besuchte er weiterhin die Zeichenschule von Heinrich Meyer, mit der er seit seiner Kindheit verbunden war. Meyer vermittelte ihn wenig später an Goethes Ressort „Oberaufsicht über die unmittelbaren Anstalten für Wissenschaften und Kunst in Weimar und Jena“ und setzte ihn ab 20. Februar 1825 als Sekretär und Aufsicht über die Grafischen Sammlungen ein. Der Registrator Schuchardt erlangte über Goethe Kontakt zu dem Leipziger Kunstsammler Carl Gustav Boerner (1790–1855) sowie zu der Kunsthandlung Artaria.
Ab 1825 war Schuchardt einer von Goethes Privatsekretären. Zum Beispiel wurde ihm die endgültige Fassung von Wilhelm Meisters Wanderjahren zur Niederschrift diktiert. Bildungsreisen führten ihn nach Dresden, München und Wien.
1848 und 1849 brachte er bei Fromman in Jena den sogenannten „Schuchardt-Katalog“ heraus (siehe unter Werke, Einträge anno 1848 und 1849). Christian Schuchardt war Sekretär bei der Oberaufsicht für Wissenschaft und Kunst und Kustos großherzoglicher Kunstsammlungen zu Weimar.
Schuchardt hatte sieben Kinder. Die letzte Ruhe fand Christian Schuchardt auf dem Weimarer historischen Südfriedhof.

## Goethes Kunstsammlungen
Johann Wolfgang von Goethe, der Kunstberater Herzog Karl Augusts, prägte den Lebensweg Christian Schuchardts. Bis in sein dreiundvierzigstes Lebensjahr hinein wollte dieser Zeichenlehrer werden. Bereits als Dreizehnjähriger besuchte er die Zeichenschule Weimar. Der damalige Direktor Heinrich Meyer nahm den Jungen unter seine Fittiche. Die stetige Verbindung zu dieser Schule hielt ein Leben lang. Von 1861 bis zu seiner Pensionierung im Juli 1868 war Christian Schuchardt schließlich Direktor seiner Zeichenschule Weimar.
Der kunstinteressierte Schuchardt inventarisierte noch zu Lebzeiten Goethes die Grafiken des Kunstsammlers am Frauenplan. Nach 1832 stieg Christian Schuchardt zum Verwalter der gesamten Kunstsammlung des verstorbenen Dichters auf und veröffentlichte 1848/1849 bei Frommann in Jena den dreibändigen Katalog Goethes Kunstsammlungen. Diesen Katalog, in dem zirka 26 000 Stücke gelistet sind, wird noch heute „der Schuchardt“ genannt.

## Werke
- Goethe’s Kunstsammlungen. Erster Theil: Kupferstiche, Holzschnitte, Radirungen, Schwarzkunstblätter, Lithographien und Stahlstiche, Handzeichnungen und Gemälde. 352 Seiten. Friedrich Frommann, Jena 1848. (Digitalisat aus dem Internet Archive)
- Christian  Schuchardt u. a.: Goethe’s Kunstsammlungen. Zweiter Theil: Geschnittene Steine, Bronzen, Medaillen, Münzen; Arbeiten in Marmor, Elfenbein und Holz; antike Vasen und Terracotten, Gypsabgüsse, Majolica u. A. 370 Seiten. Friedrich Frommann, Jena 1848. (Digitalisat aus dem Internet Archive)
- mit Walther Wolfgang von Goethe, Wolfgang Maximilian von Goethe: Goethe’s Kunstsammlungen. Dritter Theil: Mineralogische und andere naturwissenschaftliche Sammlungen. 297 Seiten. Friedrich Frommann, Jena 1849. (Digitalisat aus dem Internet Archive)
- Lucas Cranach des Aeltern Leben und Werke. Erster Theil. 365 Seiten. F. A. Brockhaus, Leipzig 1851. (Digitalisat aus dem Internet Archive)
- Lucas Cranach des Aeltern Leben und Werke. Zweiter Theil 365 Seiten. F. A. Brockhaus, Leipzig 1851. (Digitalisat aus dem Internet Archive)
- Lucas Cranach des Aeltern Leben und Werke. Dritter Theil. 310 Seiten. F. A. Brockhaus, Leipzig 1871. (Digitalisat aus dem Internet Archive)
- Die Goethestiftung und die Goethe'schen Preisaufgaben. 40 Seiten. Hermann Böhlau, Weimar 1861. (Digitalisat aus dem Internet Archive)
- als Hrsg.: Goethe’s italiänische Reise, Aufsätze und Aussprüche über bildende Kunst. Erster Band. 634 Seiten. J. G. Cottasche Buchhandlung, Stuttgart 1862. (Digitalisat aus dem Internet Archive)
- als Hrsg.: Goethe’s italiänische Reise, Aufsätze und Aussprüche über bildende Kunst. Zweiter Band. 544 Seiten. J. G. Cottasche Buchhandlung, Stuttgart 1863. (Digitalisat aus dem Internet Archive)
- Das Wesentliche eines Kunstwerkes. In: Minerva 1857, Bd. 1,3. (34 Seiten).[2]
- Georg Wilhelm Müller (Hrsg.): Die Zeichnungen von Asmus Jacob Carstens in der Großherzoglichen Kunstsammlung zu Weimar. Mit Erläuterungen von Chr. Schuchardt. Weimar und Leipzig 1849.

## Anmerkung
1. ↑  Laut Titelblatt des 1851 bei Brockhaus in Leipzig erschienenen Cranach-Buches (siehe unter Werke der erste Eintrag aus dem Jahr 1851).